# Kryzys wodny we Flint
Kryzys wodny we Flint – trwający od 2014 roku problem dotyczący wody pitnej w mieście Flint w stanie Michigan. W kwietniu 2014 roku władze Flint ze względów oszczędnościowych zmieniły źródło wody z Wydziału wodociągów i kanalizacji Detroit (ang. Detroit Water and Sewage Department), która pobiera ją z jeziora Huron oraz rzeki Detroit, na rzekę Flint. Doprowadziło to do serii problemów z jakością wody, których kulminacją była obecność ołowiu, co stworzyło poważne zagrożenie dla zdrowia publicznego.
Szacuje się, iż na skażoną wodę pitną mogło zostać wystawionych od 6 do 12 tysięcy dzieci, co może doprowadzić w przyszłości do wielu problemów zdrowotnych. Dodatkowo liczba dzieci z podwyższonym poziomem ołowiu we krwi szacowana była na 5% w 2015 roku w porównaniu do 2,5% w 2013. 12 osób zmarło na skutek zatrucia . 
Urzędnikom odpowiedzialnym za decyzję w sprawie wodociągów wytoczono proces zarzucając zaniedbania, które przyczyniły się do kryzysu. 13 czerwca 2019 roku zarzuty zostały jednak wycofane.